# Leguán galapážský
Leguán galapážský (Conolophus subcristatus) je endemitem Galapág (Ekvádor), vyskytující se asi na šesti zdejších ostrovech (např. na ostrovech Fernandina, Isabela, Santa Cruz nebo již vzácně na ostrově Santiago). Je to velký druh vejcorodého ještěra, který roste do délky více než jednoho metru, a může vážit až 10 kilogramů. Živí se až z 80 % kaktusy.

## Popis
Jeho tělo hraje několika různými barvami; hlavu a silné končetiny má nažloutlé až bíle, zatímco zbytek těla a hřbet má rezavě hnědý až černý nádech. Vůči tělu je jeho hlava poměrně malá a jeho hřbet je posetý řadou trnů, zřetelných v oblasti krku.

## Způsob života
Leguán galapážský je aktivní během dne. Jako studenokrevný plaz se často jen vyhřívá na slunci a v takovém rozpoložení jej můžeme spatřit především v dopoledních hodinách. V poledne, kdy je žár slunce již neúnosný, zalézá raději do stínu. Za šera se pak uchyluje k spánku a mizí do své nory. Leguán galapážský je všežravec, ale živí se často ovocem, především pak různými kaktusy (z nichž nejčastěji opunciemi), podobně jako jeho příbuzný leguán bledý (Conolophus pallidus). Pomocí drápů odstraňuje z kaktusu ostnaté trny, nebo je polyká s nimi. Tento sukulent vyhledává obzvlášť v období sucha, protože poskytuje dostatek vláhy. Leguán galapážský udržuje zajímavý vztah s galapážskými pěnkavami; v jejich přítomnosti se odlepí od země a nechává si jimi odstranit klíšťata a jiné parazity z břicha.
Samec je teritoriální, své území brání výhružnými signály (kývání hlavou), a pokud je narušitel nebere na zřetel, může dojít k útoku, kdy nepřítele pokouše nebo praští ocasem. V období námluv na samice až agresivně doléhá. Po páření naleznou samice vhodné místo pro nakladení vajíček. Někdy tak vyrážejí až na 15 km dlouhou pouť, aby našly vhodnou a bezpečnou půdu; některé samice kladou snůšku přímo do sopečného popela. Do vyhrabané nory, asi 50 cm hluboké, pokládá až 25 vajec. Zprvu je nějakou dobu střeží, aby na stejné místo nenakladla svá vejce jiná samice, čímž by mohla její snůšku poškodit. Mláďata se líhnou po 85 až 110 dnech a do jednoho týdne se vyhrabou z nory. První roky jsou leguáni velmi zranitelní. Do dospělosti vyrostou až za poměrně dlouhou dobu, v 15 letech, ale mohou se dožít až 50 let. V zajetí se dožívají průměrně 15 let.

## Ohrožení
Mezi přirozené predátory se řadí jestřábi, volavky nebo hadi, kteří loví mladé leguány ve věku 1–2 let. Avšak ani starší nemají vyhráno, jsou pro ně velkou hrozbou invazivní predátoři, jako je divoká kočka domácí.
V 18 až 19. století se leguán galapážský dostal na jídelní stůl někdejších lovců velryb či osadníků. V současnosti (k roku 2017) patří mezi největší hrozby invazivní druhy živočichů, kteří jsou na těchto ostrovech značně rozšíření (ničení snůšek a přirozené potravy ze strany koz a prasat, a predace ze strany psů a koček domácích). Na seznamu ohrožených druhů Mezinárodního svazu ochrany přírody je uveden jako zranitelný druh. Na Galapážských ostrovech žije dnes asi 5000 až 10 000 těchto leguánů.